# (23726) 1998 HG48
1998 إتش جي 48 (ويعرف أيضًا باسم (23726) 1998 إتش جي 48 وفق تسمية الكوكب الصغير) (بالإنجليزية: 1998 HG48)‏ هو كويكب ضمن حزام الكويكبات؛ وترتيبه 23726 من حيث الاكتشاف.
اكتُشف هذا الجُرم الفلكي بواسطة بحث لنكولن عن الكويكبات القريبة من الأرض في 20 أبريل 1998.

## وصلات خارجية
- (23726) 1998 HG48 في قاعدة بيانات مختبر الدفع النفاث لأجرام النظام الشمسي الصغيرة

- الاكتشاف · مخطط المدار ·  العناصر المدارية · المعلمات المادية

- (23726) 1998 HG48 على موقع ويكي سكاي: DSS2, SDSS, GALEX, IRAS, Hydrogen α, X-Ray, Astrophoto, Sky Map, Articles and images